# Hodonice, Tábor
Hodonice là một làng thuộc huyện Tábor, vùng Jihočeský, Cộng hòa Séc.